# Shamisen

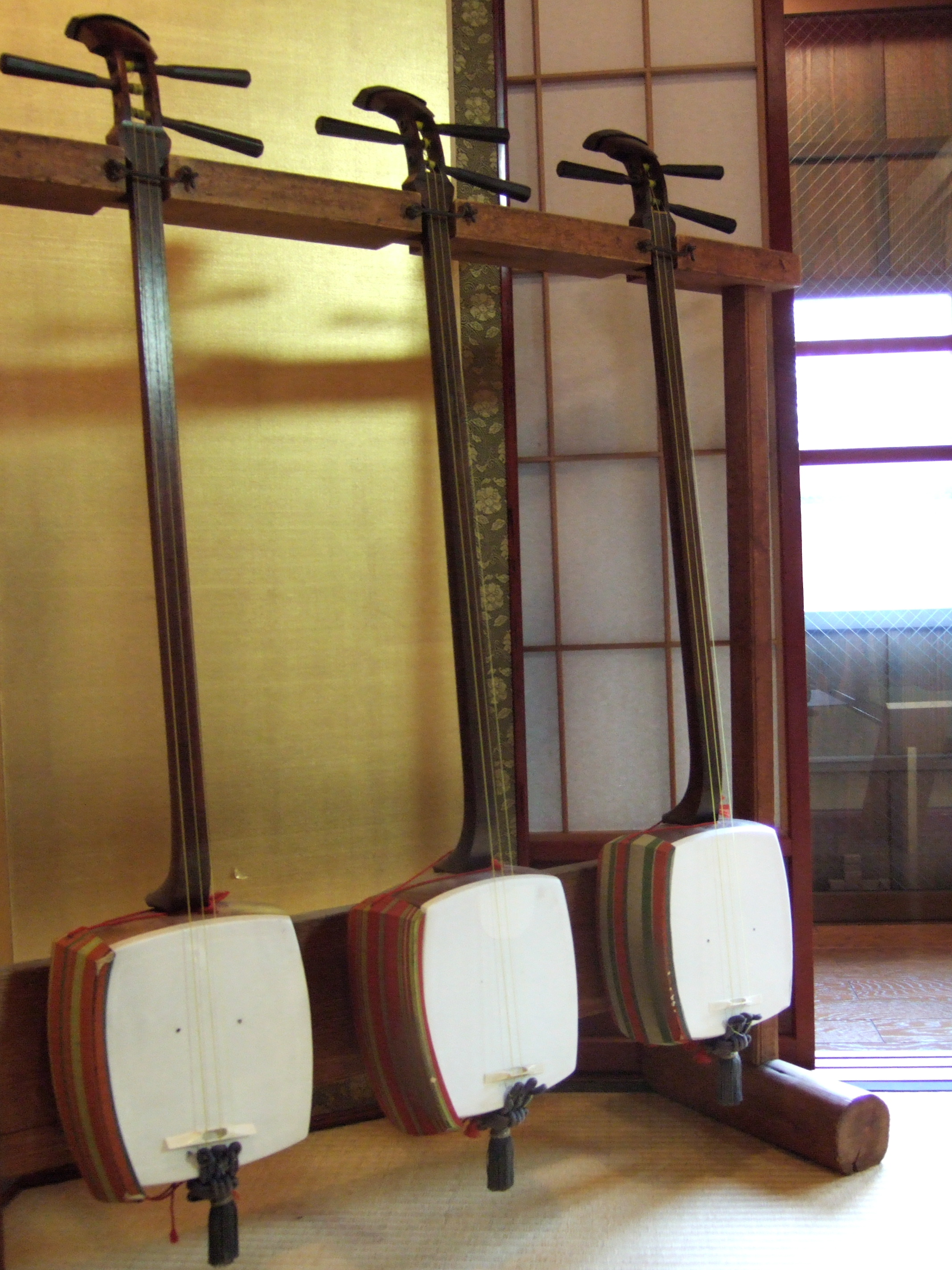
Shamisene

Shamisen (三味線 shamisen?) este un instrument muzical tradițional japonez cu trei coarde, cu cutie de rezonanță relativ mică în comparație cu gâtul. Instrumentul este câteodată numit și sanghen (三弦 sangen?) (literal „trei coarde”).

## Descriere
Se cântă la el folosind un plectru numit bachi. Gâtul este subțire și fără taste. Cutia de rezonanță, numită dō, este acoperită atât în față cât și în spate cu piele (la fel ca banjo-ul) pentru amplificarea sunetului. Pielea este de obicei de câine sau de pisică, dar în trecut a fost folosită o hârtie specială, iar în prezent se experimentează cu diferite materiale plastice. Corzile sunt făcute în mod tradițional din mătase răsucită, iar mai nou și din nailon. Interpreții poartă o bendiță de stofă pe palma stângă ca să faciliteze alunecatul de-a lungul gâtului. Plectrumul era făcut în mod tradițional din fildeș sau carapace de  broască țestoasă, dar actulamente din lemn, având o formă de frunză de ginkgo.
Până relativ recent, cântăreții de shamisen erau practic toți orbi, muzica fiind una din puținele ocupații pe care le puteau exercita pentru a-și câștiga existența (masajul era o alta).

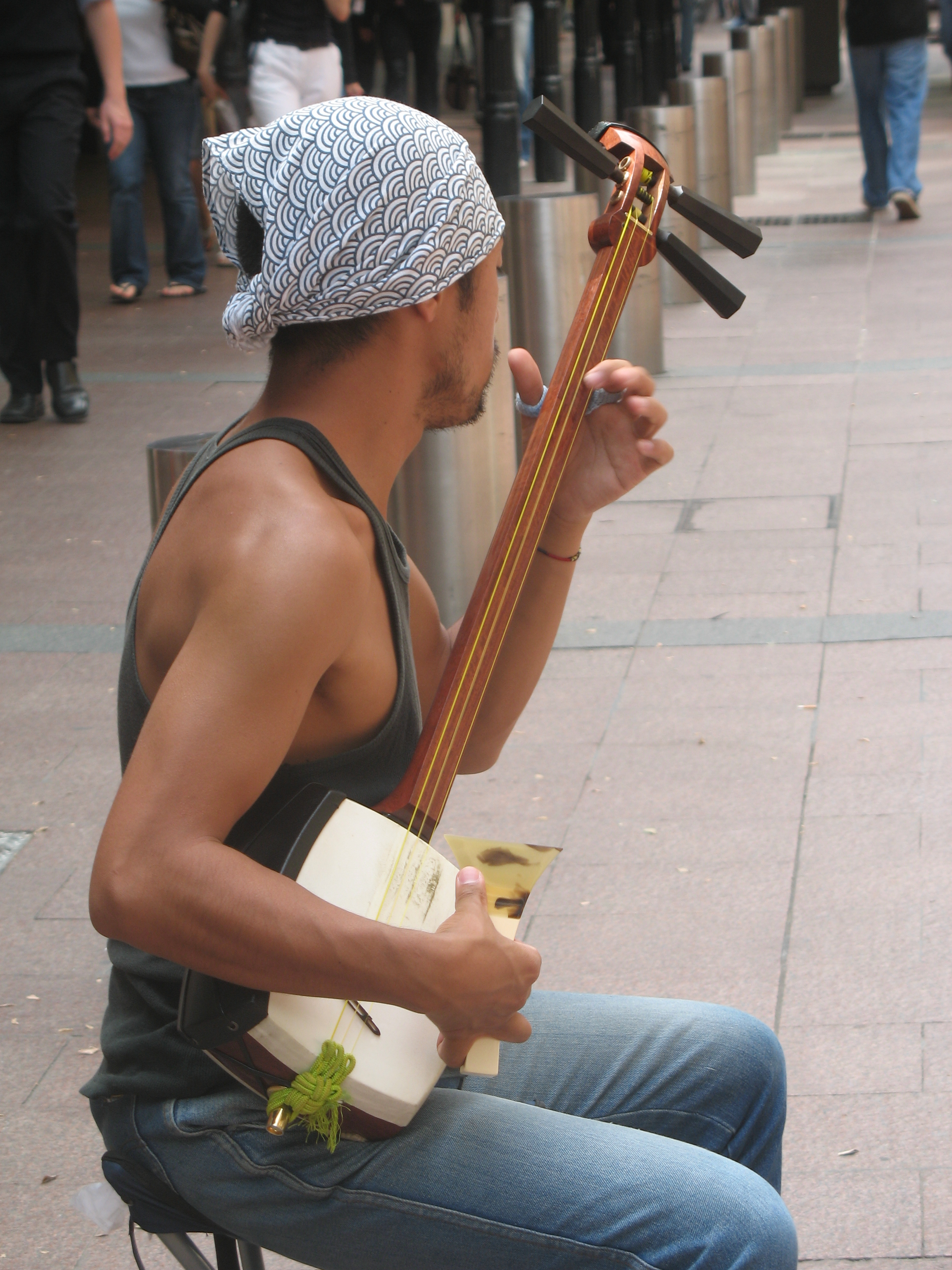
Cântăreţ de stradă

## Istoria
Instrumentul a fost introdus în Japonia din China (unde se numește sanxian) pe la sfârșitul sec. al XVI-lea via insulele Ryūkyū (actualmente prefectura Okinawa a Japoniei). Acolo se numește sanshin.
În prima parte a sec. al XX-lea, s-a dezvoltat un nou stil de a cânta la shamisen (stil bazat pe muzica populară min’yō), anume folosirea extensivă a improvizațiilor. Acest stil se numește Tsugaru-jamisen (津軽三味線?), de la peninsula Tsugaru din nordul Japoniei de unde a pornit.

## Întrebuințarea
Shamisenul poate fi folosit solo, împreună cu alte shamisene, împreună cu alte instrumente tradiționale japoneze, ca acompaniament pentru nagauta (長唄?),  (literalmente "cântece lungi", cântece folosite în kabuki), sau ca acompaniament pentru bunraku (teatrul japonez de păpuși).
Gheișele și maiko (ucenice gheișe) folosesc și ele shamisenul ca acompaniament pentru kouta (小唄?) (literalmente "cântece scurte").
Mai există și un al treilea stil de muzică de shamisen, numit jiuta (地唄?) (literalmente muzică pământească).
Mai recent unele formații rock/pop japoneze au început să folosească shamisenul în concerte sau înregistrări, ca element exotic.

### Audio
- Arhivat în 24 august 2007, la Wayback Machine.
- Arhivat în 26 aprilie 2006, la Wayback Machine.